# Haus Altendorf
Das Haus Altendorf ist eine ehemalige Wasserburg in Fröndenberg-Altendorf im Kreis Unna.

## Geschichte
Burg Altendorf (Aldendorf) war vermutlich ein alter Rittersitz der Herren von Aldendorp im 13. und 14. Jahrhundert. 1465 wurde die Burg Altendorf erstmals ausdrücklich erwähnt, als Ernst von der Linden sein dortiges Burghaus seinen Kindern vererbte. Durch Heirat gelangte diese an die Familie Vittinghoff gen. Schele. Guda von Romberg  zu Massen († 1632) war verheiratet mit Arnold von Vittinghoff gen. Schele (* 1553; † nach 1585), dem Erben von Altendorf. Nach dessen Tod heiratete sie 1603 den Wilhelm Ketteler (1558–1620), Herr zu Nesselrode und Ambotten in Livland, Sohn von Johann Ketteler († 1585) und der Agnes Schenk von Nideggen. So kam der Besitz zur Familie Ketteler. Deren Nachkommen haben es an die Familie Mangelmann versetzt. Catharina Christina, die Tochter von Jacob Mangelmann und Catharina Elisabeth von Steinen zu Lierbach, vermählte sich mit einem Bernd von Mumm von Schwarzenstein und das Erbe ging an die Familie von Mumm. Bernd Henrich von Mumm zu Altendorf heiratete 1705 Sybilla Johanna von Elverveldt zu Herbede, Tochter von Johann Robert von Elverveldt und Sybilla Elisabeth Arnolda von Syberg. Da diese aber nur 2 Töchter hatten, wurde der Besitz verpfändet. 1807 wurde es an die Freiherren von Fürstenberg-Herdringen verkauft.

## Beschreibung

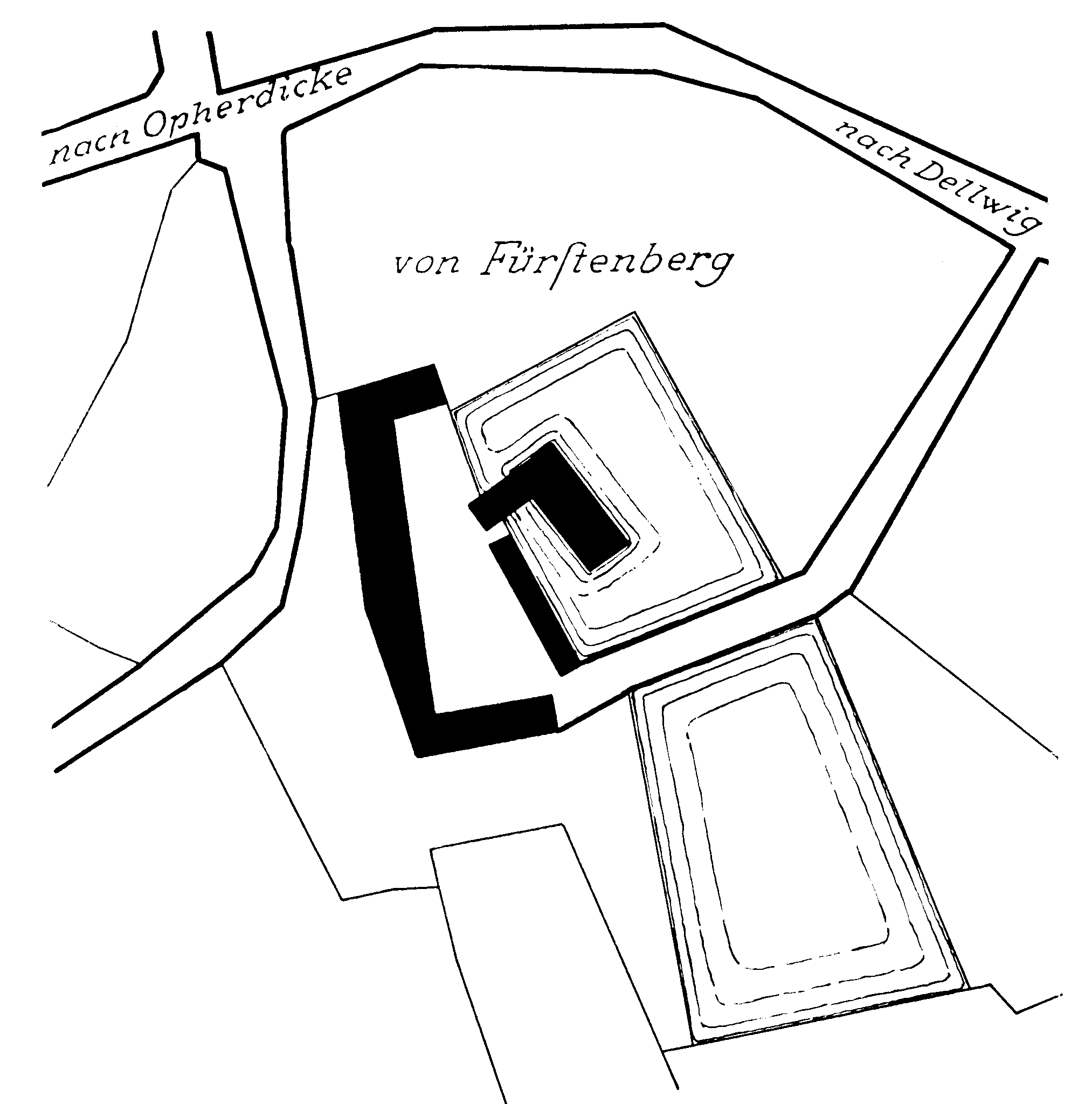
Haus Altendorf im Urkataster von 1834

Das heutige Hauptgebäude war ursprünglich ein Zweiflügelbau, der sich aus verschiedenen Bauphasen zusammensetzt. Der längere Hauptflügel war ursprünglich einstöckig und endete im Süden mit einem quadratischen Turm, der aber 1828 schon nicht mehr vorhanden war. Er ist im Kellergeschoss noch in Form eines Tonnengewölbes mit Mittelpfeiler zu erkennen. Die Gräfte umschloss ursprünglich nur diesen Flügel, deshalb erfolgt der Zugang über eine parallel zum Seitenflügel laufende Brücke. In einer zweiten Bauphase wurde im 18. Jahrhundert das Gebäude mit einem Fachwerkobergeschoss versehen und ein heute abgerissener Seitenflügel in verputztem Fachwerk angefügt. Die Gräfte und der Mühlteich sind nach dem Ersten Weltkrieg zugeschüttet worden. Das Hauptgebäude wurde zuletzt 1998/99 gründlich renoviert.
Auf der Vorburg stehen in Hufeisenform angeordnete Wirtschaftsbauten. Ein Schuppen an der Gräfte wurde mittlerweile abgerissen.